# Heybrook Bay
Heybrook Bay är en by i Devon i England. Byn är belägen 5 km 
från Plymouth. Orten har 501 invånare (2018).